# Škvořetice
Škvořetice jsou obec v okrese Strakonice v Jihočeském kraji. Žije v ní 315 obyvatel.

## Historie
První písemná zmínka o obci pochází z roku 1299.

## Obyvatelstvo
| Rok            | 1869 | 1880 | 1890 | 1900 | 1910 | 1921 | 1930 | 1950 | 1961 | 1970 | 1980 | 1991 | 2001 | 2011 | 2021 |
| -------------- | ---- | ---- | ---- | ---- | ---- | ---- | ---- | ---- | ---- | ---- | ---- | ---- | ---- | ---- | ---- |
| Počet obyvatel | 792  | 823  | 741  | 684  | 635  | 659  | 624  | 507  | 484  | 422  | 392  | 377  | 311  | 324  | 309  |
| Počet domů     | 111  | 114  | 122  | 124  | 126  | 126  | 128  | 128  | 123  | 114  | 108  | 133  | 140  | 147  | 154  |

## Obecní správa

### Části obce
- Pacelice
- Škvořetice

Od 1. července 1974 do 23. listopadu 1990 k obci patřily i Lom a Míreč.

### Obecní symboly
Znak a vlajka byly obci uděleny rozhodnutím předsedy Poslanecké sněmovny Parlamentu České republiky dne 13. května 2003.

## Pamětihodnosti
Na západním okraji vesnice stojí novorenesanční škvořetický zámek. Jeho předchůdcem byla gotická tvrz přestavěná v šestnáctém století na renesanční zámek. Dochovaná podoba je výsledkem úpravy z let 1921–1922. K dalším kulturním památkám patří usedlost čp. 8 z počátku dvacátého století a žárové pohřebiště z doby halštatské a laténské.
Ve vsi stojí poutní kaple Panny Marie Bolestné z roku 1884, postavená pro uctívanou sochu Madony. 
Na vrchu Křesovec v části Pacelice se nachází barokní poutní kostel Proměnění Páně, postavený zřejmě podle plánů architekta a stavitele Kiliána Ignáce Dientzenhofera.